# Jan Cetner (zm. 1679)
Jan Cetner herbu Przerowa (zm. 11 grudnia 1679) – rotmistrz, pułkownik wojsk koronnych, deputat Trybunału Koronnego (1667), starosta generalny ruski w latach 1676-1679, starosta szczurowiecki.
Studiował na uniwersytecie w Grazu i w Paryżu. Kilkukrotnie wybierany posłem na sejm z ziemi halickiej (1666, 1668, 1675, 1678). Był także deputatem Trybunału Koronnego (1667).
Brał udział w wojnie polsko-kozacko-tatarskiej (1666–1671) i wyprawie Jana III Sobieskiego na czambuły tatarskie w ramach wojny polsko-tureckiej (1672–1676). Walczył m.in. pod Bracławiem (26 sierpnia 1671) i Niemirowem (7–8 października 1672).
Sędzia kapturowy ziemi lwowskiej w 1673 roku. Poseł sejmiku wiszeńskiego na sejm koronacyjny 1676 roku. Poseł na sejm 1677 roku.
Zmarł w grudniu 1679 (chociaż według niektórych nastąpiło to na początku 1680). O jego zabójstwo podejrzewano czarownice – Oryszkę z Ożydowa i Paraszkę Hłacholichę z Przewłocznej. Ich proces toczył się w 1681 przed Trybunałem Koronnym w Lublinie.
Był synem Aleksandra, kasztelana halickiego i Anny z Zamoyskich. Jego żoną była Zofia Anna, córka Mikołaja Daniłowicza, podczaszego koronnego. Mieli siedmioro dzieci.